# 雅迪楚里峰
雅迪楚里峰是尼泊爾的山峰，位於喜馬拉雅山脈，海拔高度7871米，是全球第二十高山峰，波蘭攀山隊在1979年5月8日首次登上該山峰。